# Schulen ans Netz

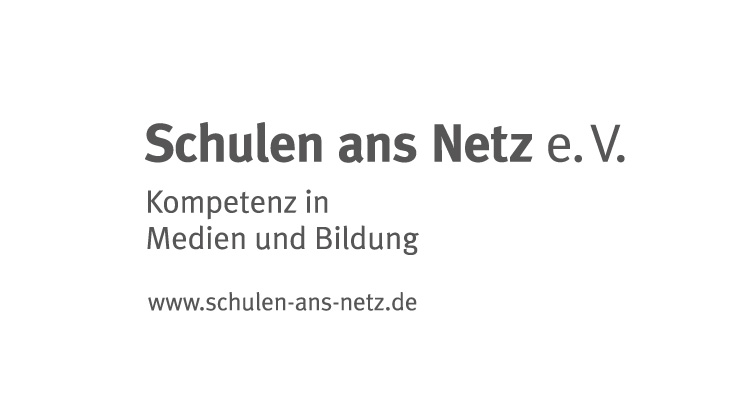
Aktualisiertes letztes Logo der Initiative

Schulen ans Netz e. V. war ein gemeinnütziger Verein mit Sitz in Bonn. Der Verein entstand aus einer gemeinsamen Initiative des Bundesministeriums für Bildung, Wissenschaft, Forschung und Technologie und der Deutschen Telekom und wurde mit dem Ziel gegründet, die Schulen in Deutschland mit kostenlosem Internetzugang auszustatten. Der Geschäftsbetrieb des Vereins wurde nach dem Beschluss der Mitgliederversammlung vom 7. März 2012 zum Ende des Jahres 2012 eingestellt, da der Verein sein Gründungsziel erreicht hatte.
2017 gab es aber Meldungen, die nach einer Digitalisierung in Schulen gerufen haben. Anscheinend gab es auch andere Gründe, den Verein zu schließen. Die Technik, die ja dafür verantwortlich ist, pädagogische Inhalte und Darstellungen in digitaler Form zu ermöglichen und verlässlich zu transportieren, wurden nach dem Ausstieg der Telekom vernachlässigt.
Alleine der Aufbau von pädagogischer Kompetenz im Verein hat dem Verein, wie in der Geschichte des Vereins zu erkennen ist, nicht weitergeholfen.
2016 hatte die damalige Bundesbildungsministerin Johanna Wanka Investitionen von fünf Milliarden Euro zur Digitalisierung von Schulen angekündigt, die zwischenzeitlich verschoben wurden. Eine Wiederbelebung des Vereins mit einem führenden Partner aus der Telekommunikations-Branche könnte dem Vereinszweck zur neuen Blüte verhelfen. Eine paritätische Besetzung durch Bund, Länder und Industrie und mit einer neutralen, kompetenten Geschäftsführung wäre das Modell.
Die Politik hat hinsichtlich einer Digitalisierung neue Pläne. So sagte Peter Altmaier 2017 „Ich bin kein Freund von Staatsverträgen, aber wir haben als Union entschieden, dass ein zentrales Ziel einer neuen Bundesregierung sein muss, alle Schulen ans Netz zu bringen.“

## Vereinstätigkeit
Durch konkrete Online-Hilfen und medienpädagogische Konzepte und Angebote begleitete Schulen ans Netz e. V. den Einsatz neuer Medien im Bildungsbereich. Professionelle Internet-Dienste und Plattformen unterstützten Lehrkräfte und außerschulisch tätige Pädagogen (im Bereich frühkindlicher Bildung und Berufsorientierung sowie der Förderung von Migranten) bei ihrer täglichen Arbeit mit Computer und Internet. Mit den Online-Angeboten, Vorträgen und Fachtagungen leistete Schulen ans Netz e. V. einen Beitrag zum gesamtgesellschaftlichen Dialog rund um das Thema neue Medien und Bildung.
Der Verein war am 18. April 1996 aus einer gemeinsamen Initiative des Bundesministeriums für Bildung, Wissenschaft, Forschung und Technologie (heute Bundesministerium für Bildung und Forschung) und der Deutschen Telekom AG entstanden und wurde vom damaligen Bundesbildungsminister Jürgen Rüttgers und von Telekom-Vorstandsvorsitzendem Ron Sommer ins Leben gerufen, um die deutschen Schulen mit ausreichenden Anschlüssen zum Internet zu versorgen. Damals hatten lediglich 800 Schulen einen Zugang zum Internet. Bis Ende 2001 wurden alle rund 34.000 allgemein- und berufsbildenden Schulen in Deutschland mit einem Internetanschluss versorgt. In der Folgezeit lag der Schwerpunkt in der Durchführung von Projekten wie Informationsportalen für Lehrer und Schüler, Fortbildungsmöglichkeiten und die Integration der Neuen Medien in den Schulalltag.
Am 16. Oktober 2006 feierten die Initiatoren das 10-jährige Bestehen des Vereins auf einem offiziellen Festakt in der Hauptstadtrepräsentanz der Deutschen Telekom AG in Berlin. Neben Bundesbildungsministerin Annette Schavan sprach dort auch der Vorstandsvorsitzende der Deutschen Telekom AG, Kai-Uwe Ricke. Gefeiert wurde unter anderem die Realisierung eines Breitband-Internetzugang für damals 75 % aller Schulen.
Die Deutsche Telekom gab am 1. September 2007 bekannt, dass sie sich mittelfristig aus dem Projekt zurückziehen werde. In einer Pressemitteilung des Vereins bedauerte der geschäftsführende Vorstand von Schulen ans Netz e. V. den Ausstieg, sah aber auch Chancen auf neue Partnerschaften und Sponsoren.
Nach mehreren Geschäftsführerwechseln wurde der Verein am 31. Dezember 2012 aufgelöst.